# Uta comú
L'uta (Pseudocheirus peregrinus, 'mà falsa' en grec antic i 'peregrí' en llatí) és un marsupial australià. És un herbívor nocturn, amb un pes d'entre 550 i 1.100 g. Té un pelatge gris amb taques blanques darrere els ulls i sovint un ventre de color crema. Té una llarga cua prènsil que sol presentar una distinta punta blanca de més d'un quart de la seva longitud. Les potes posteriors són sindàctiles, cosa que l'ajuda a grimpar.